# Васюнькин, Александр Сергеевич
Александр Сергеевич Васюнькин (род. 9 апреля 2003, Караганда) — казахстанский футболист, полузащитник.

## Клубная карьера
Воспитанник карагандинского футбола. Футбольную карьеру начинал в 2021 году. 24 октября 2021 года в матче против клуба «Тобол» Костанай дебютировал в казахстанской Премьер-лиге (1:4), выйдя на замену на 72-й минуте вместо Ансара Алтынхана.

## Клубная статистика
| Клуб               | Сезон            | Лига | Лига | Кубки | Кубки | Еврокубки | Еврокубки | Итого | Итого |
| Клуб               | Сезон            | Игры | Голы | Игры  | Голы  | Игры      | Голы      | Игры  | Голы  |
| ------------------ | ---------------- | ---- | ---- | ----- | ----- | --------- | --------- | ----- | ----- |
| Шахтёр (Караганда) | 2021             | 1    | 0    | —     | —     | —         | —         | 1     | 0     |
| Шахтёр (Караганда) | 2024             | 0    | 0    | —     | —     | —         | —         | 0     | 0     |
| Шахтёр (Караганда) | Итого            | 1    | 0    | —     | —     | —         | —         | 1     | 0     |
| → Шахтёр М         | 2021             | 16   | 1    | —     | —     | —         | —         | 16    | 1     |
| → Шахтёр М         | 2022             | 20   | 2    | —     | —     | —         | —         | 20    | 2     |
| → Шахтёр М         | 2023             | 12   | 4    | —     | —     | —         | —         | 12    | 4     |
| → Шахтёр М         | 2024             | 19   | 1    | —     | —     | —         | —         | 19    | 1     |
| → Шахтёр М         | Итого            | 67   | 8    | —     | —     | —         | —         | 67    | 8     |
| Всего за карьеру   | Всего за карьеру | 68   | 8    | —     | —     | —         | —         | 68    | 8     |